# Mafalda Roxo
Mafalda Roxo (n. 1983) é uma actriz portuguesa.
Recebeu formação no Balleteatro, cursando Interpretação. Estreia-se no teatro em 2001 com a peça Lisíastra de Aristófanes, dirigida por Ângela Marques no Palácio de Cristal. Para a televisão aparece nas novelas O Teu Olhar (2003) e Morangos com Açúcar (2004) e na série Diário de Sofia (2005). Modelo, deu a sua imagem a várias campanhas publicitárias.